# Масёб
Масёб (фр. Masseube) — коммуна во Франции, находится в регионе Юг — Пиренеи. Департамент — Жер. Административный центр кантона Масёб. Округ коммуны — Миранд.
Код INSEE коммуны — 32242.

## География
Коммуна расположена приблизительно в 620 км к югу от Парижа, в 75 км западнее Тулузы, в 24 км к югу от Оша.
По территории коммуны протекает река Жер.

## Климат
Климат умеренно-океанический. Лето жаркое и немного дождливое, температура часто превышает 35 °С. Зимой часто бывает отрицательная температура и ночные заморозки. Годовое количество осадков — 700—900 мм.

## Население
Население коммуны на 2010 год составляло 1604 человека.
| 1962 | 1968 | 1975 | 1982 | 1990 | 1999 | 2010 |
| ---- | ---- | ---- | ---- | ---- | ---- | ---- |
| 1230 | 1316 | 1309 | 1376 | 1453 | 1396 | 1604 |

## Администрация
| Период | Период | Фамилия      | Партия | Примечания |
| ------ | ------ | ------------ | ------ | ---------- |
| 2001   | 2020   | Жан-Пьер Брю |        |            |

## Экономика
В 2010 году среди 1000 человек трудоспособного возраста (15-64 лет) 626 были экономически активными, 374 — неактивными (показатель активности — 62,6 %, в 1999 году было 69,3 %). Из 626 активных жителей работали 551 человек (300 мужчин и 251 женщина), безработных было 75 (28 мужчин и 47 женщин). Среди 374 неактивных 173 человека были учениками или студентами, 121 — пенсионерами, 80 были неактивными по другим причинам.

## Достопримечательности
- Церковь Св. Христофора (XIII век, реконструирована в 1700 году)
- Фахверковый дом на rue du Commerce (XVIII век). Исторический памятник с 1979 года[4]

## Фотогалерея

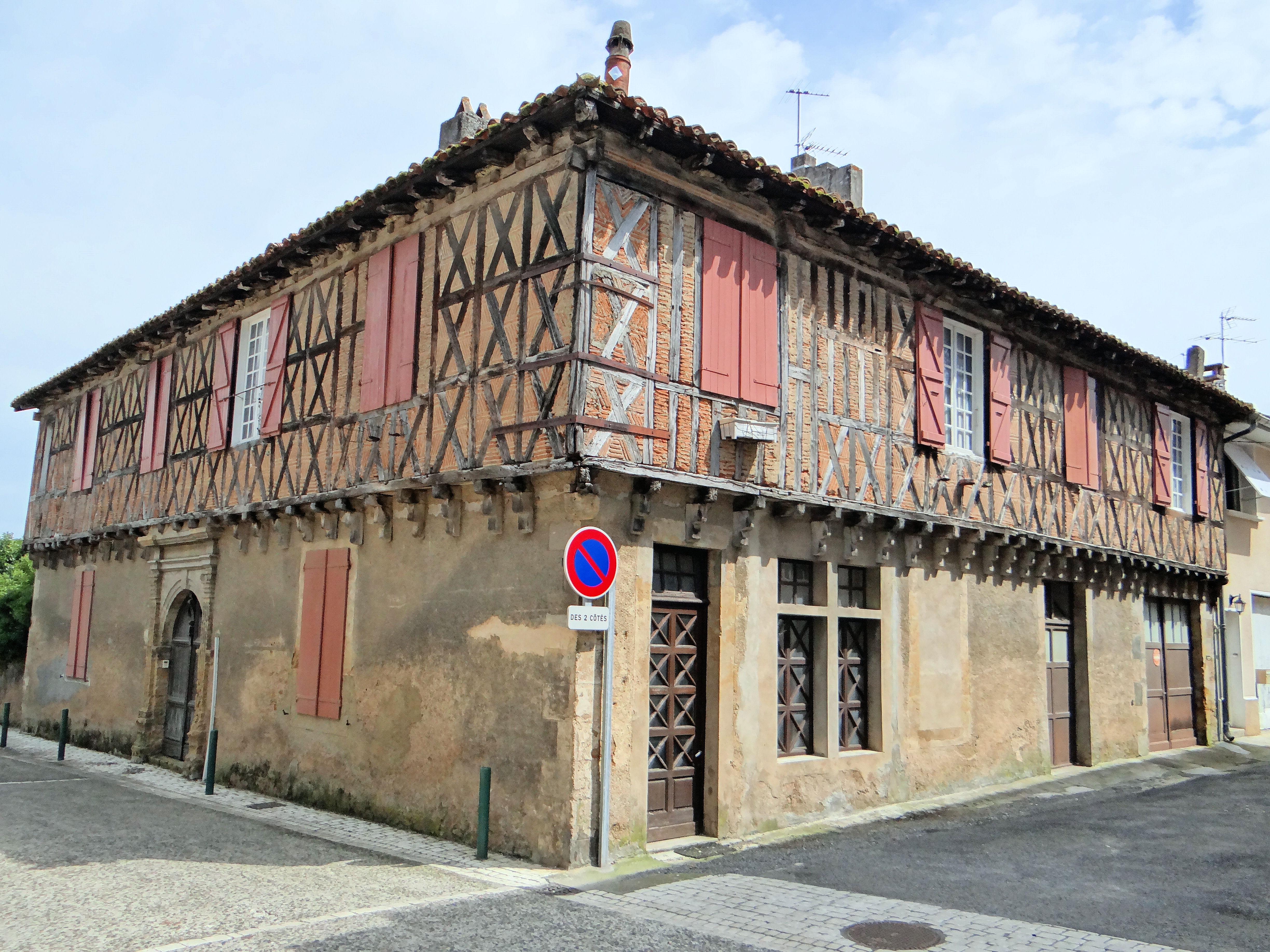
Фахверковый дом
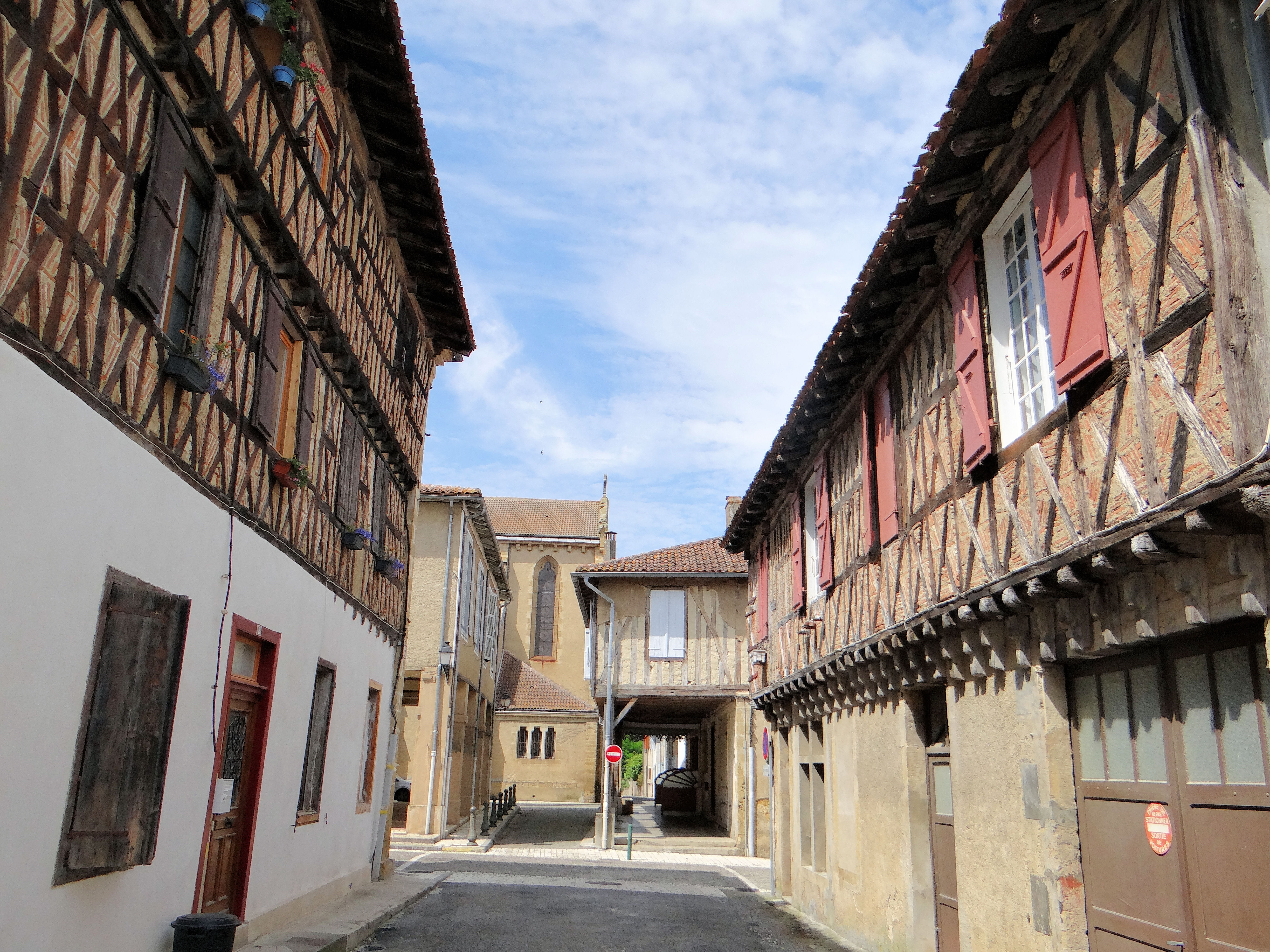
Фахверковый дом
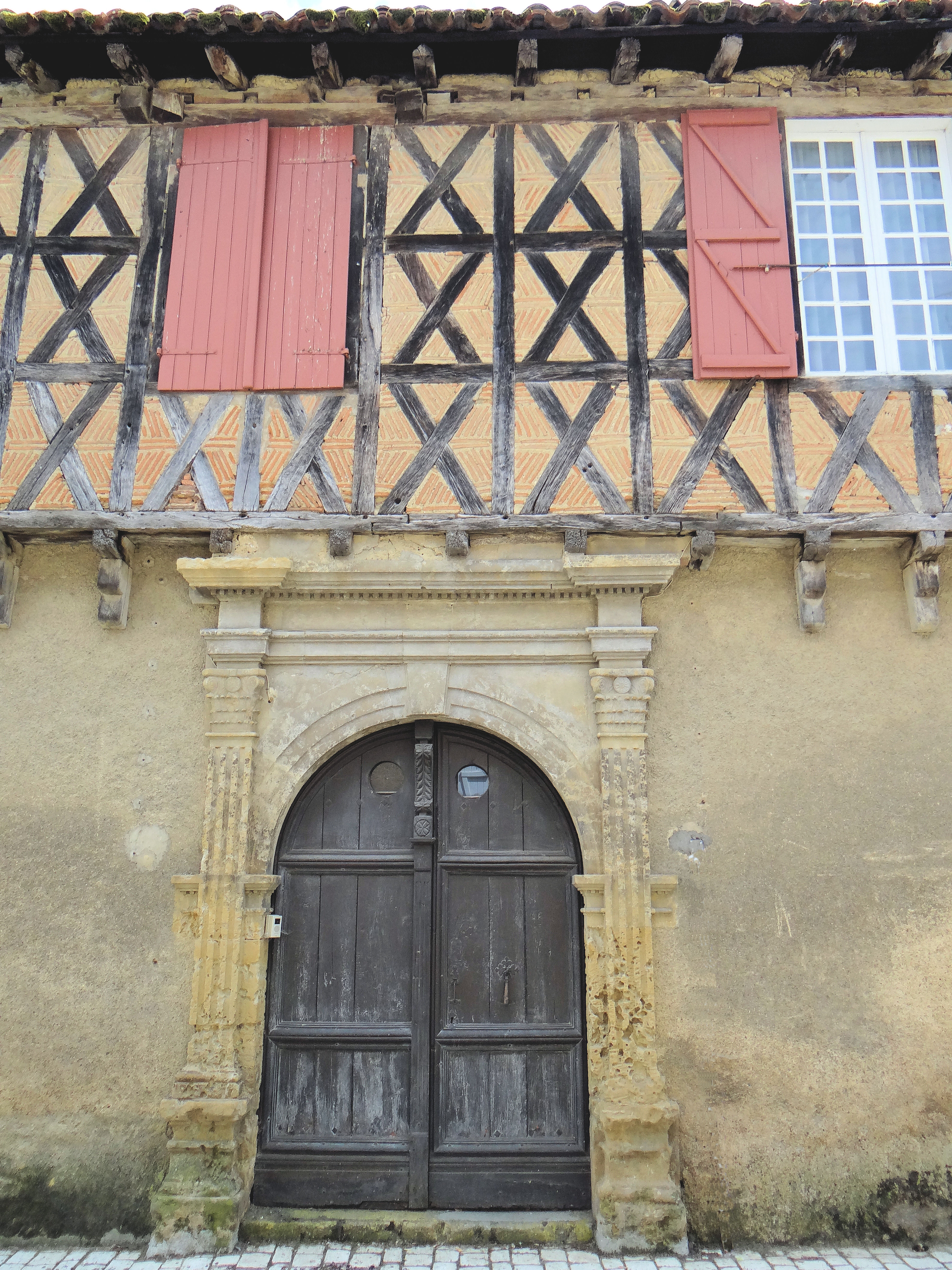
Фахверковый дом
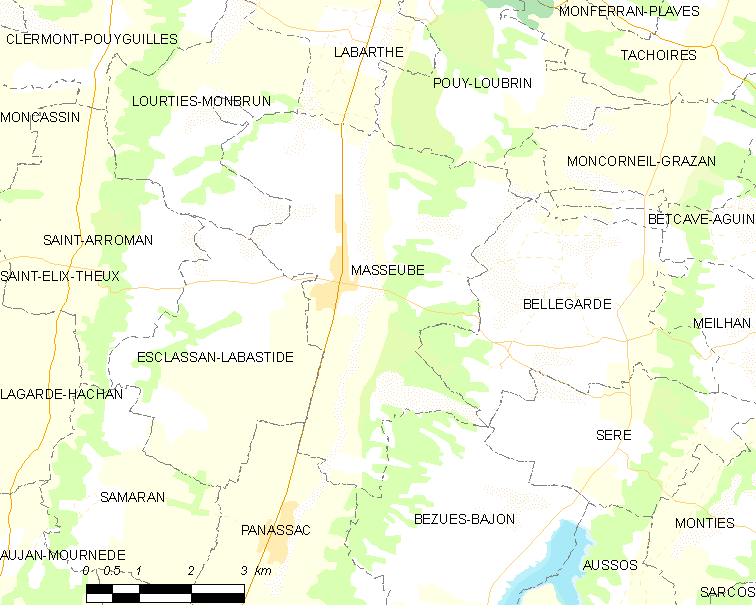
Карта коммуны